# Jacques De Ruyck (politicus)
Jacques De Ruyck (Deinze, 2 juli 1946) is een Belgische advocaat en politicus voor CVP  en diens opvolger CD&V.

## Levensloop
De Ruyck nam in 1976 deel aan de lokale verkiezingen als lijsttrekker voor de lokale partij Volksbelangen en werd verkozen tot gemeenteraadslid. Bij de lokale verkiezingen van 1982 kwam hij op als lijsttrekker voor de kieslijst Groot Deinze 1982 en werd hij opnieuw verkozen. Bij de gemeenteraadsverkiezingen van 1988 vormde hij een kartel met de toenmalige CVP, na de stembusgang werd hij aangesteld als schepen. Hij oefende dit mandaat uit tot 2001, toen hij Roger Boerjan opvolgde als burgemeester van Deinze. Op 30 december 2011 nam hij ontslag uit deze functie en werd hij opgevolgd als burgemeester door Jan Vermeulen. De Ruyck bleef wel tot het einde van de legislatuur zetelen als gemeenteraadslid.
Hij is gehuwd met Hermine Devreese, de dochter van Maurits Devreese. Deze was na de Tweede Wereldoorlog meer dan 30 jaar burgemeester van de Oost-Vlaamse gemeente Knesselare.